# Ferrari 348
La Ferrari 348 est une voiture sportive de grand tourisme du constructeur automobile italien Ferrari. Elle fut produite en série à 8 844 exemplaires en version TB (version coupé) et TS (version Targa) entre 1989 et 1995.

## Historique

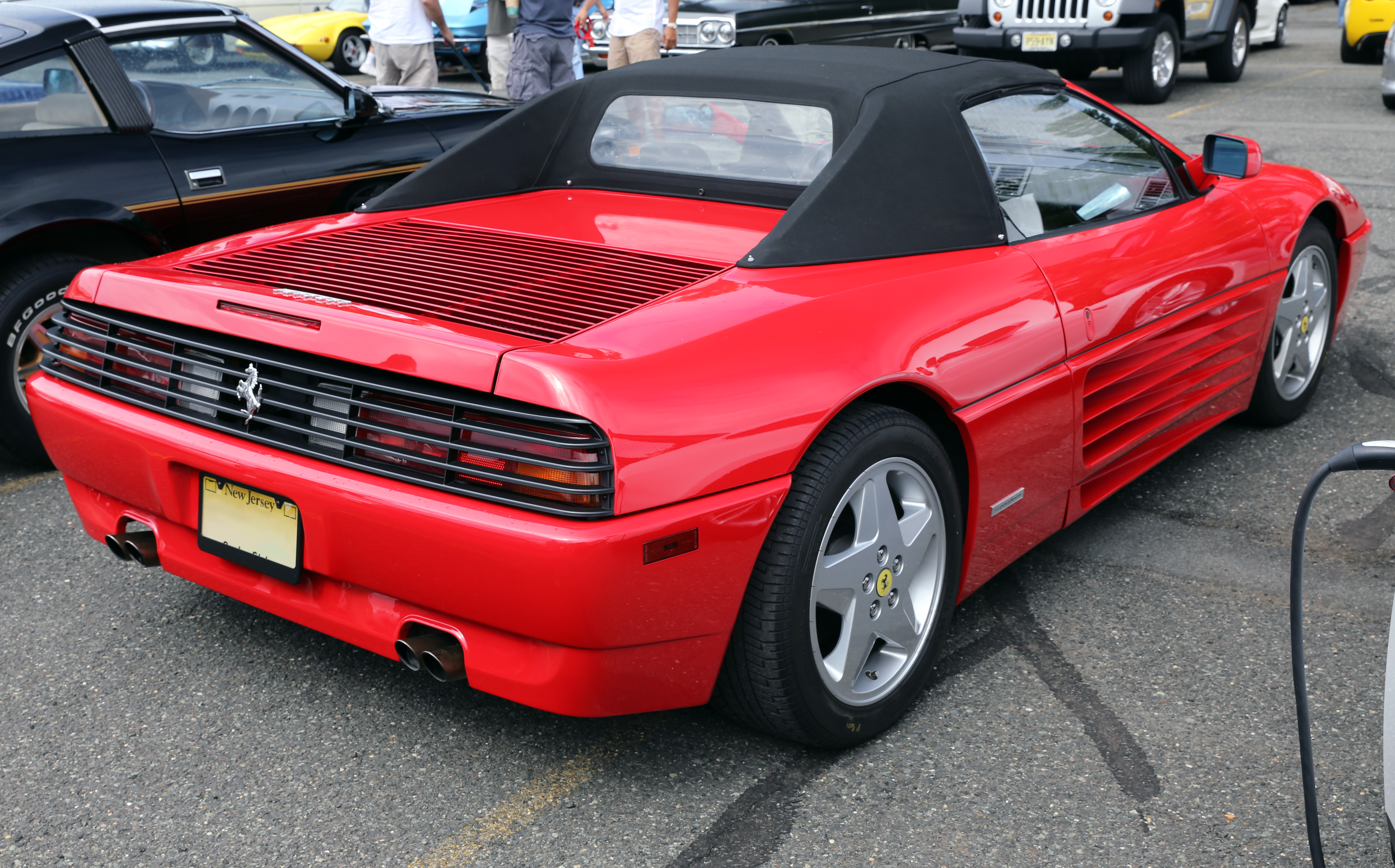
Arrière de la 348 Spider.
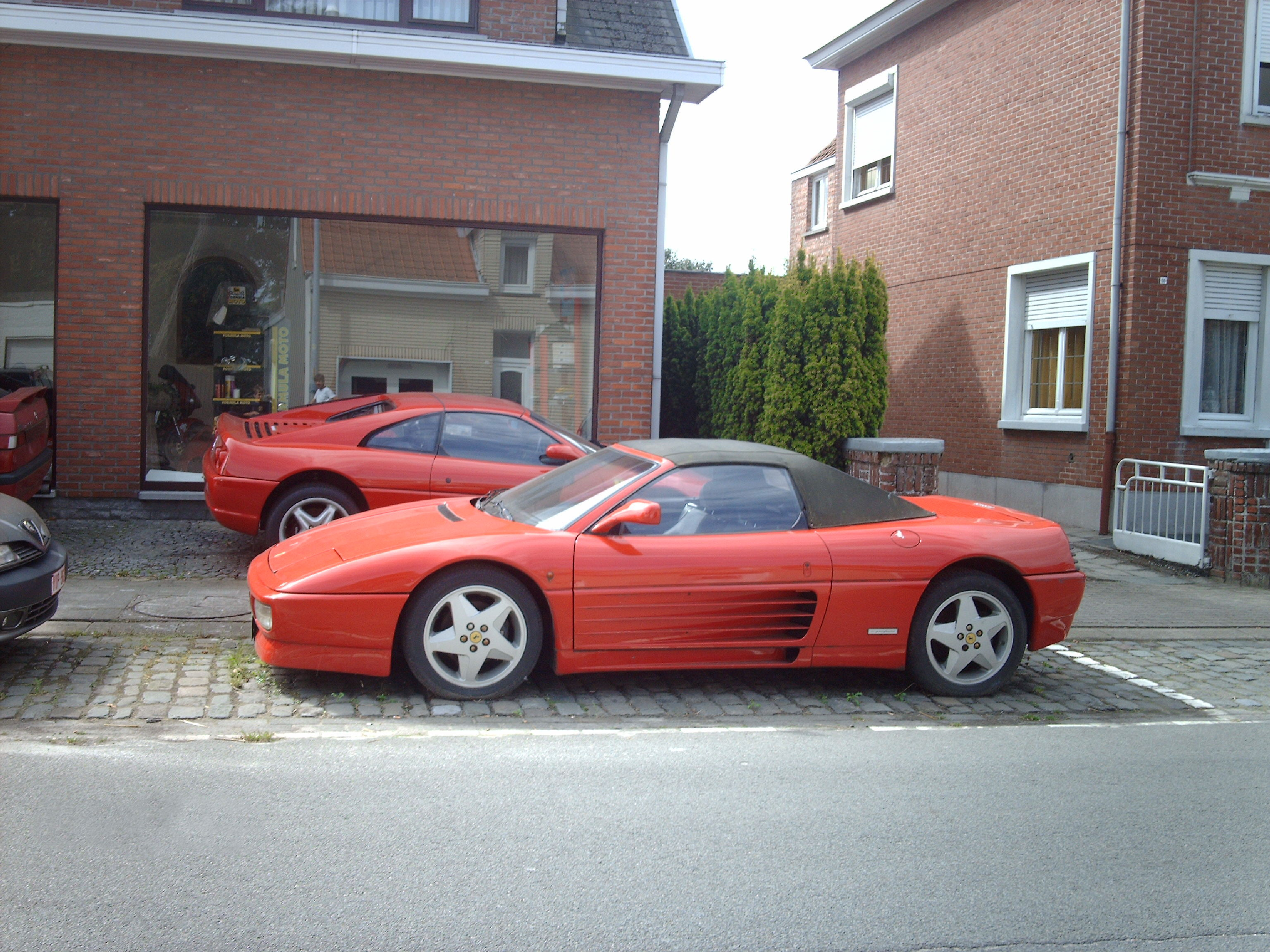

La désignation 348 se réfère à la cylindrée du moteur de 3,4 litres et aux huit cylindres. Le « T » désigne la boite de vitesses transversale montée à l’arrière du moteur. C’est le premier modèle entièrement nouveau lancé par Ferrari après le décès d’Enzo Ferrari en août 1988.
Elle est disponible en version TB (« B » pour berlinette) ou en version TS (« S » pour spider, mais elle possède un toit targa).
La 348 présentée au Salon de Francfort 1989 remplace dans la gamme la Ferrari 328  en tant que berlinette 2 places à moteur V8. La carrosserie est signée traditionnellement par Pininfarina. La 348 appelée aussi « petite Ferrari Testarossa » a hérité des grilles latérales de sa grande sœur, ainsi que de grilles de feux arrière et de lignes acérées. Mécaniquement, l'évolution majeure réside dans l'implantation longitudinale du moteur comme la 288GTO et la F40 avant elle.
Le moteur de la 348 a été conçu par l'ingénieur Nicola Materazzi, le père des Ferrari 288 GTO et Ferrari F40.
Au cours des quatre années de production, ces modèles TB/TS ont bénéficié de nombreuses améliorations. On a pu ainsi voir entre autres le dessin des sièges modifié, la batterie transférée de l'arrière vers l'avant (pour modifier la répartition des masses), une refonte des suspensions (ressorts, amortisseurs, épures) mais aussi des modifications du moteur (Motronic 2.5 puis 2.7 à partir de 91).
La 348 a été déclinée dans d'autres variantes :
- Spider présentée en avril 1993 qui se caractérise par son toit pliant en toile
- GTB et la GTS durant les derniers mois de sa production. Elles bénéficient d'une puissance accrue (de 300 à 320 ch) ainsi que de modifications esthétiques mineures comme la peinture des bas de caisse couleur carrosserie au lieu du noir mat des modèles TB/TS
- GT competizione : série très limitée dérivée des GTB mais utilisant des matériaux composites (carbone/kevlar) afin de gagner 200 kg à des fins d'homologation en compétition.

## Caractéristiques techniques
- Châssis monocoque autoporteuse, Châssis groupe motopropulseur tubulaire, répartition des masses AV 48 % AR 52 %, poids total à vide 1 390 kg.
- Moteur V8 à 90° de 3 405 cm3 32 soupapes implanté longitudinalement en position centrale arrière.
- 300 ch à 7 200 tr/min pour un couple maxi de 324 N m à 4 200 tr/min (Spider/GTB/GTS : 320 ch à 7 200 tr/min et 324 N m à 5 000 tr/min)
- Jantes de 17" de diamètre montées de pneus taille 215/50 pour l'avant et 255/45 pour l'arrière.
- Vitesse maxi : 275 km/h (280 pour la GTB et GTS).
- 0 à 100 km/h en 5,6 s, 1 000 m départ arrêté en 24,7 s (5,4 s et 24,4 s pour les versions 320 ch).

## Productions
- Ferrari 348 TB : 2 894 exemplaires (dont 130 RHD)
- Ferrari 348 TS : 4 228 exemplaires (261 RHD)
- Ferrari 348 Spider : 1 146 exemplaires (68 RHD)
- Ferrari 348 Competizione : 56 exemplaires (12 RHD)
- Ferrari 348 GTB : 222 exemplaires (14 RHD)
- Ferrari 348 GTS : 218 exemplaires (15 RHD)

## Compétition

### Ferrari 348 Challenge
En 1992, un gentleman driver, l'avocat Marasco, engagea une 348 TB dans un championnat GT, ce fut la première participation du modèle en compétition. L'année suivante, en 1993, la voiture fut inscrite gratuitement par Ferrari au 348 Challenge. Cette voiture fut un laboratoire pour la marque qui s'en inspira pour réaliser le kit de la 348 Challenge : Arceau de sécurité, sièges baquet, pédales, volant, etc..
En 1993, Ferrari présente la 348 Challenge. La Challenge Ferrari était l'idee du President du Ferrari Club Nederland, Hans Hugenholtz qui a écrit le Règlement Sportif. Elle est dérivée de la 348 TB et est destinée à un usage sur circuit. Cette même année, deux séries sont créées pour accueillir le nouveau modèle italien : un championnat italien et un championnat européen. Le moteur de la version Challenge de la Ferrari 348 voit sa puissance augmenté de vingt chevaux. Le système d'échappement de la voiture est également modifié. Un kit aérodynamique est spécialement conçu pour la version Challenge, de manière à améliorer le flux d'air. Comme sur la plupart des automobiles de compétition réglementaires, un arceau, un extincteur, un crochet de remorquage et un disjoncteur sont également ajoutés.